# Khuất Quang Thụy
Khuất Quang Thụy (1950 - 2025) là nhà văn Việt Nam, được tặng Giải thưởng Nhà nước về Văn học Nghệ thuật năm 2007. Ông là Đại tá Quân đội nhân dân Việt Nam, đã từng làm Phó Tổng biên tập tạp chí Văn nghệ Quân đội và Tổng biên tập Báo Văn nghệ.  

## Tiểu sử
Khuất Quang Thụy sinh ngày 12 tháng 01 năm 1950 tại làng Thanh Phần, xã Phúc Hòa, huyện Phúc Thọ, tỉnh Hà Tây cũ (nay là Hà Nội). 
Sau khi tốt nghiệp phổ thông trung học, Khuất Quang Thụy nhập ngũ vào tháng 3 năm 1967 tại Sư đoàn 320. Ông đã chiến đấu tại các chiến trường như: Đường 9 - Nam Lào, Quảng Trị, Tây Nguyên và Nam bộ từ năm 1967 đến năm 1975. Ông là người có mặt tại Dinh Độc Lập vào ngày 30 tháng 4 năm 1975.
Năm 1976, Khuất Quang Thụy được điều về Trại sáng tác văn học của Tổng cục Chính trị và sau đó học tại Trường Viết văn Nguyễn Du (sau này là trường Đại học Văn hóa Hà Nội) khóa I. Tốt nghiệp, Khuất Quang Thụy về làm biên tập viên Tạp chí Văn nghệ Quân đội trải qua cac chức vụ Trưởng ban văn xuôi và Phó Tổng biên tập, giữ cấp hàm Đại tá. Sau đó ông chuyển sang làm Tổng biên tập trang thông tin điện tử của Hội Nhà văn Việt Nam (Vanvn.net), Phó Tổng Biên tập phụ trách rồi Tổng biên tập Báo Văn Nghệ từ năm 2013. Đến đầu năm 2024, ông xin thôi giữ mọi chức vụ lãnh đạo của Hội Nhà văn Việt Nam, nghỉ công tác vì lý do sức khỏe và đã được chấp thuận.
Ông là Ủy viên Ban Chấp hành, Trưởng ban Kiểm tra Hội Nhà văn Việt Nam khóa VIII, IX và X.
Ông là đảng viên Đảng Cộng sản Việt Nam và hội viên Hội Nhà văn Việt Nam từ năm 1982.
Ông qua đời vào ngày 05 tháng 03 năm 2025.

## Sự nghiệp
Xuất hiện trên thi đàn từ những ngày đầu xông pha trận mạc (1968) nhưng Khuất Quang Thụy sớm chuyển sang văn xuôi. Ông là một trong những nhà văn tiêu biểu cho đội ngũ chiến sĩ, vừa cầm súng vừa viết văn.
Trong thời gian làm việc ở tạp chí Văn nghệ Quân đội, Khuất Quang Thụy có sức viết "khủng". Chỉ mấy năm sau khi chiến tranh kết thúc, ông đã hoàn thành cuốn tiểu thuyết đầu tiên "Trong cơn gió lốc" (in năm 1980), được phát hành 50.000 bản, tạo kỷ lục đầu tiên trong giới văn chương. Sau đó ông đã liên tiếp cho ra đời những tiểu thuyết hoành tráng viết về số phận của những người chiến sĩ. Những cuốn tiểu thuyết và truyện ngắn của Khuất Quang Thụy lần lượt ra đời sau ba mươi năm lao động miệt mài. Đó là các tiểu thuyết "Trước ngưỡng cửa bình minh" (1985), "Không phải trò đùa" (1985), "Thềm nắng" (1988), "Góc tăm tối cuối cùng" (1988), "Giữa ba ngôi chúa" (1989)… rồi đến "Những bức tường lửa" (2000). Sau đó mười hai năm, Khuất Quang Thụy cho ra đời cuốn tiểu thuyết "Đối chiến" (2012) và "Đỉnh cao hoang vắng" (2016). "Đối chiến" và "Đỉnh cao hoang vắng" thu hút người đọc ở sự điềm tĩnh và bao dung. Trong đó, Đỉnh cao hoang vắng là một thành công mới, trước hết, là của Khuất Quang Thụy khi ông đã dường như chỉ chuyên chú vào tiểu thuyết viết về chiến tranh. Với cuốn sách mới này, ông đã đi nhanh qua khỏi chặng mô tả – kể chuyện chiến tranh, sang chặng thứ hai là lý giải về chiến tranh, về sự thành bại của mỗi bên thông qua việc kể lại những ứng xử thể hiện trình độ văn hóa, tầm vóc văn hóa của những người tham gia chiến tranh, rồi đến với chặng thứ ba: viết tiểu thuyết chiến tranh, là suy ngẫm và bình luận về chiến tranh.
Theo đánh giá của nhà văn Trung Trung Đỉnh thì Khuất Quang Thụy là “một trong ba cây bút lừng lẫy với ba tiểu thuyết lừng lẫy toàn quân, toàn quốc”.
Ông đã giành được nhiều giải thưởng về văn học: Giải Nhất cuộc thi viết truyện ngắn của Tạp chí Văn nghệ Quân đội; Giải thưởng Văn học Bộ Quốc phòng (1984) với tiểu thuyết Không phải trò đùa; Giải thưởng Văn học Bộ Quốc phòng (2004) với tiểu thuyết Những bức tường lửa; Tặng thưởng năm 2005 của Hội Nhà văn Việt Nam với tiểu thuyết Những bức tường lửa.
Năm 2007, ông được tặng Giải thưởng Nhà nước về Văn học Nghệ thuật với cụm 3 tiểu thuyết: Trong cơn gió lốc, Không phải trò đùa và Góc tăm tối cuối cùng.

## Tác phẩm chính

### Tiểu thuyết
- Trong cơn gió lốc (1980)
- Trước ngưỡng cửa bình minh (1985)
- Thềm nắng (1988)
- Giữa ba ngôi chúa (1989)
- Không phải trò đùa (1985)
- Góc tăm tối cuối cùng (1990).
- Người đẹp xứ Đoài (1991).
- Những Bức tường lửa (2000).
- Người đẹp xứ Đoài
- Góc tăm tối cuối cùng (1988).
- Đối chiến (2012)
- Đỉnh cao hoang vắng (2016)

### Tập truyện ngắn
- Những người ở bến Phù Vân (1985).
- Những trái tim không tàn tật (1986).
- Nước mắt gỗ (1996).

### Truyện ngắn
- Thềm nắng.
- Con nhà võ.
- Người ở bến Phù Vân.

Nguồn:

## Vinh danh
- Giải thưởng Nhà nước về Văn học Nghệ thuật năm 2007.

### Giải thưởng văn học
- Giải Nhất cuộc thi viết truyện ngắn của Tạp chí Văn nghệ Quân đội.
- 1984: Giải thưởng Văn học Bộ Quốc phòng - tiểu thuyết Không phải trò đùa.
- 2004: Giải thưởng Văn học Bộ Quốc phòng - tiểu thuyết Những bức tường lửa.
- 2005: Tặng thưởng của Hội Nhà văn Việt Nam - tiểu thuyết Những bức tường lửa.